# Сриниваса Рамануджан
Сринива́са Рамануджа́н Айенго́р (произношениео файле; там. ஸ்ரீனிவாஸ ராமானுஜன் ஐயங்கார் [sriːniʋaːsa ɾaːmaːnud͡ʑan ajːaŋgar]; англ. Srinivasa Ramanujan Aiyangar; 22 декабря 1887 — 26 апреля 1920) — индийский математик.
Не имея специального математического образования, получил замечательные результаты в области теории чисел. Наиболее значительна его работа совместно с Годфри Харди по асимптотике числа разбиений p(n).

## Биография
Рамануджан родился 22 декабря 1887 года в городе Ироду, Мадрасское президентство, на юге Индии, в тамильской семье. Отец работал бухгалтером в небольшой текстильной лавке в городе Кумбаконаме Танджорского района Мадрасского президентства. Мать была глубоко религиозна. Рамануджан воспитывался в строгих традициях замкнутой касты брахманов. В 1889 году он перенёс оспу, но сумел выжить и выздороветь.
В школе проявились его незаурядные способности к математике, и знакомый студент из города Мадраса дал ему книги по тригонометрии. В 14 лет Рамануджан открыл формулу Эйлера и был очень расстроен, узнав, что она уже опубликована. В 16 лет в его руки попало двухтомное сочинение математика Джорджа Шубриджа Карра «Сборник элементарных результатов чистой и прикладной математики», написанное почти за четверть века до этого (впоследствии, благодаря связи с именем Рамануджана, эта книга была подвергнута тщательному анализу). В нём было помещено 6165 теорем и формул, практически без доказательств и пояснений. Юноша, не имевший ни доступа в вуз, ни общения с математиками, погрузился в общение с этим сводом формул. Таким образом, у него сложился определённый способ мышления, своеобразный стиль доказательств. В этот период и определилась математическая судьба Рамануджана. Среди покровителей Рамануджана на этом поприще были его начальник сэр Фрэнсис Спринг, его коллега С. Нараяна Ийер и будущий секретарь Индийского математического общества Р. Рамачандра Рао.
В январе 1913 года Рамануджан написал письмо известному профессору Кембриджского университета Годфри Харди. В письме Рамануджан сообщал, что он не оканчивал университета, а после средней школы занимается математикой самостоятельно. К письму были приложены формулы, автор просил их опубликовать, если они интересны, поскольку сам он беден и не имеет для публикации достаточных средств. Между кембриджским профессором и индийским клерком завязалась оживлённая переписка, в результате которой у Харди накопилось около 120 формул, неизвестных науке того времени. По настоянию Харди Рамануджан приехал в Кембридж. Там он был избран в члены Английского Королевского общества (Английская академия наук) и одновременно профессором Кембриджского университета. Он был первым индийцем, удостоенным таких почестей. Печатные труды с его формулами выходили один за другим, вызывая удивление, а подчас и недоумение коллег.
В формировании математического мира Рамануджана начальный запас математических фактов объединился с огромным запасом наблюдений над конкретными числами. Он коллекционировал такие факты с детства. Он обладал поразительной способностью подмечать огромный числовой материал. По словам Харди, «каждое натуральное число было личным другом Рамануджана». Многие математики (как современники Рамануджана, так и наши современники) считают Рамануджана гением, опередившим развитие науки на много десятилетий.
По семейным обстоятельствам Рамануджан вернулся в Индию, где и умер 26 апреля 1920 года. Причиной ранней (в возрасте 32 лет) смерти мог быть туберкулёз, усугублённый последствиями недоедания, истощения и стресса. В 1994 году предположили, что у Рамануджана мог быть амёбиаз.

## Научные интересы и результаты
Сфера его математических интересов была очень широка. Это магические квадраты, квадратура круга, бесконечные ряды, гладкие числа, разбиения чисел, гипергеометрические функции, специальные суммы и функции, ныне носящие его имя, определённые интегралы, эллиптические и модулярные функции.
Он нашёл несколько частных решений уравнения Эйлера (см. задача о четырёх кубах), сформулировал около 120 теорем (в основном в виде исключительно сложных тождеств). Современными математиками Рамануджан считается крупнейшим знатоком цепных дробей в мире. Одним из самых замечательных результатов Рамануджана в этой области является формула, в соответствии с которой сумма простого числового ряда с цепной дробью в точности равна выражению, в котором присутствует произведение {\displaystyle e} на {\displaystyle \pi }:
{\displaystyle 1+{\frac {1}{1\cdot 3}}+{\frac {1}{1\cdot 3\cdot 5}}+{\frac {1}{1\cdot 3\cdot 5\cdot 7}}+{\frac {1}{1\cdot 3\cdot 5\cdot 7\cdot 9}}+\ldots +{\frac {1}{1+\displaystyle {\frac {1}{1+\displaystyle {\frac {2}{1+\displaystyle {\frac {3}{1+\displaystyle {\frac {4}{1+\displaystyle {\frac {5}{1+\ldots }}}}}}}}}}}}={\sqrt {\frac {e\cdot \pi }{2}}}.}
Математикам хорошо известна формула вычисления числа {\displaystyle \pi }, полученная Рамануджаном в 1910 году путём разложения арктангенса в ряд Тейлора:
{\displaystyle \pi ={\frac {9801}{2{\sqrt {2}}\sum \limits _{k=0}^{\infty }\displaystyle {\frac {(4k)!}{(k!)^{4}}}\times \displaystyle {\frac {[1103+26390k]}{(4\times 99)^{4k}}}}}.}
Уже при суммировании первых 100 элементов ({\displaystyle k=100}) этого ряда достигается точность в шестьсот верных значащих цифр.
Примеры бесконечных сумм, найденных Рамануджаном:
{\displaystyle 1-5\left({\frac {1}{2}}\right)^{3}+9\left({\frac {1\times 3}{2\times 4}}\right)^{3}-13\left({\frac {1\times 3\times 5}{2\times 4\times 6}}\right)^{3}+\ldots ={\frac {2}{\pi }}}.
{\displaystyle 1+9\left({\frac {1}{4}}\right)^{4}+17\left({\frac {1\times 5}{4\times 8}}\right)^{4}+25\left({\frac {1\times 5\times 9}{4\times 8\times 12}}\right)^{4}+\ldots ={\frac {2^{\frac {3}{2}}}{\pi ^{\frac {1}{2}}\Gamma ^{2}\left({\frac {3}{4}}\right)}}.}
Эти удивительные формулы — одни из предложенных им в первом письме к Харди. Доказательства этих равенств нетривиальны.
Другие формулы Рамануджана не менее изящны:
{\displaystyle {\sqrt {1+2{\sqrt {1+3{\sqrt {1+4{\sqrt {1+\ldots }}}}}}}}=3.}
Рамануджан предложил следующее доказательство. Заметим, что
{\displaystyle n^{2}=1+n^{2}-1},
{\displaystyle n^{2}=1+(n-1)(n+1)},
{\displaystyle n={\sqrt {1+(n-1)(n+1)}}}.
Тогда
{\displaystyle 3={\sqrt {1+2\cdot 4}}}
{\displaystyle 4={\sqrt {1+3\cdot 5}}}
{\displaystyle 5={\sqrt {1+4\cdot 6}}}
{\displaystyle \vdots }
Объединяя первые три равенства, получаем
{\displaystyle 3={\sqrt {1+2{\sqrt {1+3{\sqrt {1+4\cdot 6}}}}}}}.
Если продолжать процесс подстановки выражений вида {\displaystyle n={\sqrt {1+(n-1)(n+1)}}} бесконечно, то получится формула Рамануджана.
{\displaystyle 3={\sqrt {1+2{\sqrt {1+3{\sqrt {1+4\cdot 6}}}}}}={\sqrt {1+2{\sqrt {1+3{\sqrt {1+4{\sqrt {1+5\cdot 7}}}}}}}}=\cdots ={\sqrt {1+2{\sqrt {1+3{\sqrt {1+4{\sqrt {1+\ldots }}}}}}}}}.
Позже было замечено, что это доказательство Рамануджана является неполным. Такую подстановку нельзя делать бесконечное число раз. В противном случае можно было бы предложить и другие решения. Например,
{\displaystyle 4={\sqrt {16}}={\sqrt {1+2(15/2)}}={\sqrt {1+2{\sqrt {1+3(221/12)}}}}=\cdots ={\sqrt {1+2{\sqrt {1+3{\sqrt {1+\cdots }}}}}}.}
При этом, действительно, последовательность
{\displaystyle u_{1}={\sqrt {1}}}
{\displaystyle u_{2}={\sqrt {1+2{\sqrt {1}}}}}
{\displaystyle u_{3}={\sqrt {1+2{\sqrt {1+3{\sqrt {1}}}}}}}
{\displaystyle \vdots }
{\displaystyle u_{n}={\sqrt {1+2{\sqrt {1+3{\sqrt {1+\dotsc +n{\sqrt {1}}}}}}}}}
имеет предел, равный 3.
Доказательство Рамануджана даёт только верхнюю оценку, показывая, что {\displaystyle u_{n}\leq 3} для любого (конечного) {\displaystyle n}. Таким образом последовательность {\displaystyle u_{n}} ограничена сверху. Легко проверить, что последовательность {\displaystyle u_{n}} возрастает. Поэтому по теореме Вейерштрасса последовательность {\displaystyle u_{n}} имеет конечный предел {\displaystyle \leq 3}. Осталось показать, что он действительно равен 3. Следуя определению предела последовательности, покажем, что для любого {\displaystyle \varepsilon >0} существует такое число {\displaystyle N}, что {\displaystyle 3-u_{n}<\varepsilon } для всех {\displaystyle n\geq N}. Пусть {\displaystyle 3-\varepsilon =3r}, где
{\displaystyle 0<r=1-\varepsilon /3<1.} Теперь покажем, что
{\displaystyle u_{n}>3r=r{\sqrt {1+2{\sqrt {1+3{\sqrt {1+\dotsc +n{\sqrt {1+(n+1)(n+3)}}}}}}}}}.
Внесём {\displaystyle r} под корни
{\displaystyle {\sqrt {1+2{\sqrt {1+3{\sqrt {1+\dotsc +n{\sqrt {1}}}}}}}}>{\sqrt {r^{2}+2{\sqrt {r^{2^{2}}+3{\sqrt {r^{2^{3}}+\dotsc +n{\sqrt {r^{2^{n}}(1+(n+1)(n+3))}}}}}}}}}.
Заметим, что {\displaystyle r^{2^{i}}<1} для любого {\displaystyle i}. Следовательно, существует такое натуральное число {\displaystyle N'}, что для всех {\displaystyle n\geq N'}
{\displaystyle r^{2^{n}}(1+(n+1)(n+3))=r^{2^{n}}(n+2)^{2}<1},
так как {\displaystyle r^{2^{n}}(n+2)^{2}\to 0} при {\displaystyle n\to \infty }.
Таким образом, для всех {\displaystyle n\geq N=N'} выполняется {\displaystyle 3-u_{n}<\varepsilon }.
{\displaystyle x^{3}+y^{3}+z^{3}=w^{3}}, где
{\displaystyle {\begin{aligned}x&=3a^{2}+5ab-5b^{2},\\y&=5a^{2}-5ab-3b^{2},\\z&=4a^{2}-4ab+6b^{2},\\w&=6a^{2}-4ab+4b^{2}.\end{aligned}}}
{\displaystyle e^{\pi {\sqrt {58}}}=396^{4}-104{,}000000177...}
Следующая формула верна для 0 < a < b + 1/2:
{\displaystyle \int \limits _{0}^{\infty }{\frac {1+{\dfrac {x^{2}}{(b+1)^{2}}}}{1+{\dfrac {x^{2}}{a^{2}}}}}\times {\frac {1+{\dfrac {x^{2}}{(b+2)^{2}}}}{1+{\dfrac {x^{2}}{(a+1)^{2}}}}}\times \dots \,dx={\frac {\sqrt {\pi }}{2}}\times {\frac {\Gamma \left(a+{\frac {1}{2}}\right)\Gamma (b+1)\Gamma (b-a+1)}{\Gamma (a)\Gamma \left(b+{\frac {1}{2}}\right)\Gamma \left(b-a+{\frac {1}{2}}\right)}}.}

## Признание и оценки

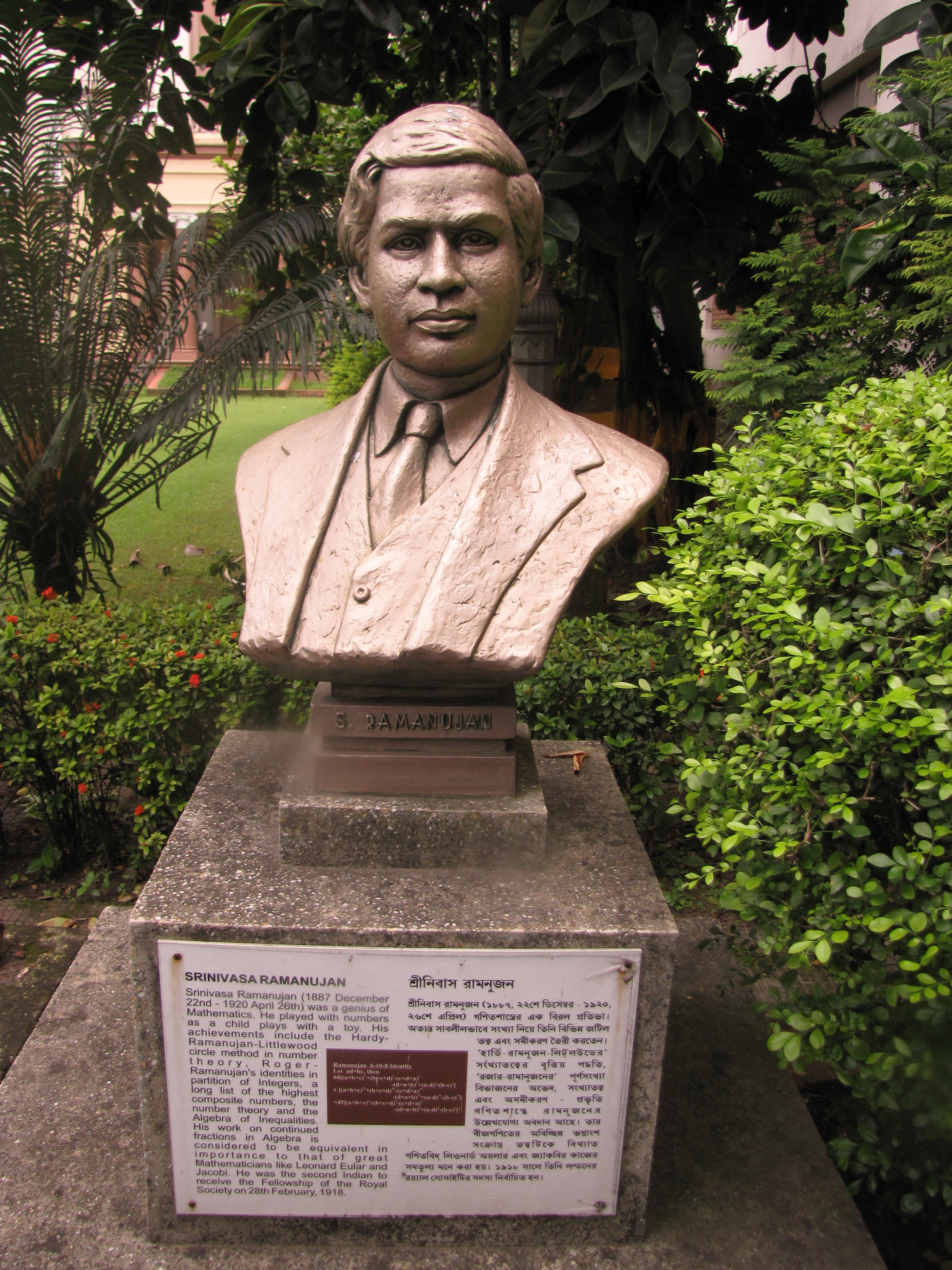
Бюст Рамануджана в саду Промышленный и технологический музей Бирлы в Калькутте

Харди остроумно прокомментировал результаты, сообщённые ему Рамануджаном: «Они должны быть истинными, поскольку если бы они не были истинными, то ни у кого не хватило бы воображения, чтобы изобрести их». Его формулы иногда всплывают в современнейших разделах науки, о которых в его время никто даже не догадывался.
Сам Рамануджан говорил, что формулы являлись ему во сне и внушались в молитве (в индуизме: в мантра-йоге, медитации) богиней Намагири Тхайяр (Махалакшми) (хинди नामगिरी), почитаемой в Намаккале (там. நாமக்கல்).
Чтобы сохранить наследие этого удивительного, ни на кого не похожего математика, в 1957 году Институт фундаментальных исследований Тата издал двухтомник с фотокопиями его черновиков.

Наука ничего не выиграла от того, что Кумбаконамский колледж отверг единственного большого учёного, которого он имел, и потеря была неизмеримой. Судьба Рамануджана — худший известный мне пример вреда, который может быть причинён малоэффективной и негибкой системой образования. Требовалось так мало, всего 60 фунтов стерлингов в год на протяжении 5 лет и эпизодического общения с людьми, имеющими настоящие знания и немного воображения, и мир получил бы ещё одного из величайших своих математиков…
— Г. Х. Харди

## Понятия, связанные с именем Рамануджана

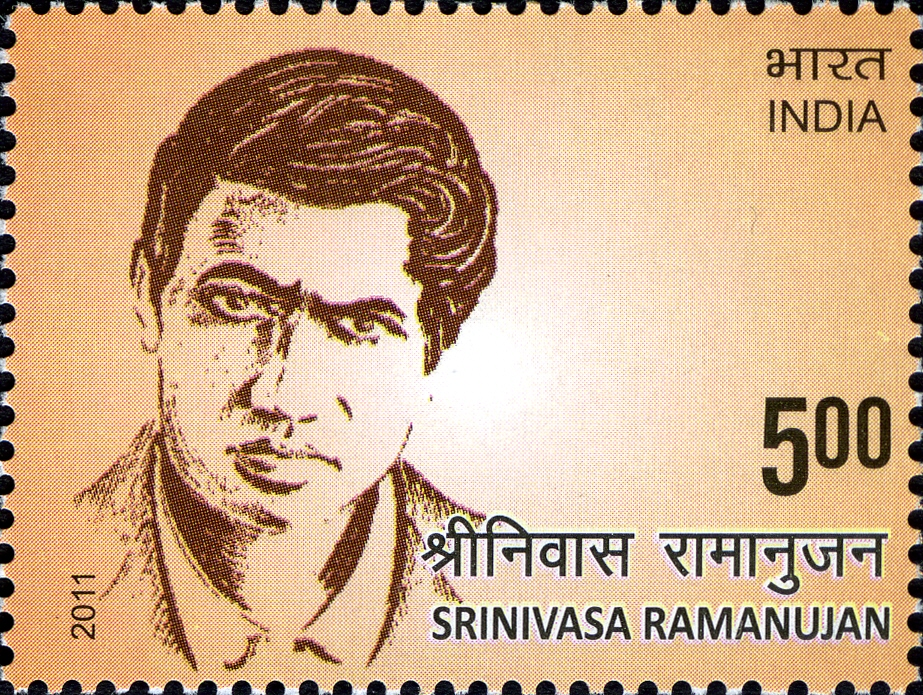
Рамануджан на почтовой марке 2011 года

Именем Рамануджана названы математические объекты и утверждения, учебные учреждения, журналы и премии. В частности:
- Гипотеза Рамануджана
- Суммы Рамануджана
- Функция Рамануджана
- Константа Ландау — Рамануджана
- Число Рамануджана — Харди
- Тождество Роджерса — Рамануджана
- Теорема Харди — Рамануджана
- Тождество Доугалла — Рамануджана
- Граф Рамануджана
- Премия SASTRA Ramanujan

## В кинематографе
Математик-самоучка Рамануджан — главный герой следующих художественных фильмов:
- «Рамануджан[англ.]» (2014) производства Индии;
- «Человек, который познал бесконечность» (2015) производства Великобритании, по одноимённой биографии Роберта Канигела.
- Амита Рамануджан, героиня сериала «4исла», названная в честь математика.
- «Умница Уилл Хантинг» (1997) производства США. Упоминается в диалоге профессора математики Джеральда Лембо и психолога Шона.